# صباح الخير أيها الحزن (رواية)
صباح الخير أيها الحزن أول رواية للكاتبة الفرنسية فرانسواز ساغان نشرت سنة 1954. كانت المادة الأساسية لفيلم أنتج سنة 1958 يحمل نفس العنوان.

## المؤلفة
فرانسواز ساغان، ولدت في الحادي والعشرين من شهر يونيو في عام 1935 م. توفيت في الرابع والعشرين من شهر سبتمبر 2004 م بعد أن كتبت روايات عديدة ومسرحيات وسيناريوهات ناجحة. نشرت روايتها الأولى صباح الخير أيها الحزن ، روايتها الأولى، في عام 1954 وكان عمرها حينها ثمانية عشر عامًا.